# 마그레브 아랍어

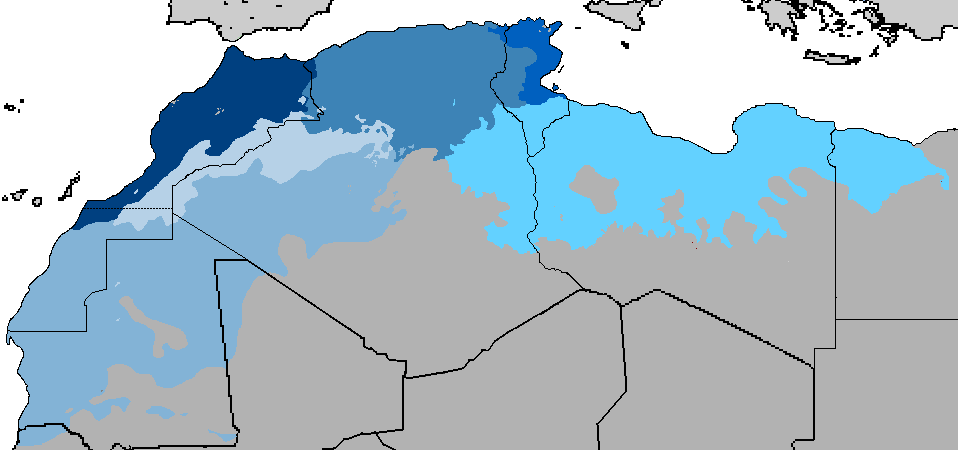
모로코 아랍어
튀니지 아랍어
리비아 아랍어
알제리 아랍어
알제리 사하라 아랍어
하사니아 아랍어

마그레브 아랍어(Maghrebi Arabic)는 아랍어의 언어변이형의 일종으로서 마그레브 지방 즉 모로코, 튀니지, 알제리, 리비아 등지에서 사용되는 아랍어 계통 방언연속체를 총칭한다.
마그레브 아랍어 사용자들은 모국어를 표준 아랍어와 구분하여 "방언"으로 부른다. 마그레브 지역의 토착어인 베르베르어와 함께 프랑스어, 스페인어 등 로망스계 언어의 영향도 받았다. 오늘날에는 문어(文語)로도 확대를 꾀하고 있으며 모로코와 튀니지에서는 방송에서 많이 사용하기도 한다.

## 문법
마그레브 아랍어 계통 언어는 인칭을 칭하기 위해 접두사 n-을 항상 쓰며 동사와 숫자에 각각 쓰는 접두사가 따로 존재한다. 이는 지금의 아랍어의 형태와 중세의 아랍어가 변하여 생겨난 마그레브 아랍어를 구분 짓는 형태이기도 하다. 리비아에서는 이탈리아어의 영향력이 상당히 크며 아랍어의 본 문법에 맞게 변형하여 쓰기도 한다.
국가에 따라서 여러 차이가 있지만 문어로 쓰이는 것은 흔하지 않으며 각 국가에서 쓰이는 표준어가 확립되지 못하여 새로운 어휘 형태의 형성과 소멸 등이 상당히 흔한 편이다.

## 역사
수세기 동안 마그레브 지역이 이슬람 세력의 지배하에 있었으므로 아랍어의 형태가 대부분의 사람들 사이에서 쓰이고 발전한 것은 자연스러웠다. 유목민의 베르베르어와 여전히 산발적으로 함께 쓰인다.

## 같이 보기
- 아랍어의 언어변이형